# Партимен
Партимен, је жанр провансилске поезије који састављају два трубадура у облику тенса или кобла у којој један песник поставља питање и дилему која га мучи, а заједно са другим расправља о том проблему.